# 一筆過撥款 (香港)
一筆過撥款是時任香港社會福利署署長林鄭月娥推行的政策以及引伸之問題。

## 背景
於一筆過撥款推行之前，香港社福界主要採用「實報實銷制度」，即機構員工薪酬以「人頭」計，每項開支亦需匯報。但同時社署對社福機構作出不同規範，令社福機構工作欠缺彈性及面對繁瑣的行政程序。
2000年起，社會福利署開始以整筆過撥款替代實報實銷制度津助非政府機構，鼓勵機構以最符合成本效益的方式調配資源，但實行至今一直備受不少社會持分者批評，部分議員、前線同工、社工老師及學生主要指控整筆過撥款使社福界商業化、社會服務失去方向、同工失去工作保障等。另外，社福機構亦出現「肥上瘦下」現象，在職銜上巧立名目避對應薪級表，導致基層員工被剝削。
面對一筆過撥款制度被批評，但於2017年獲林鄭月娥委任為勞福局長的羅致光，於2018年5月則拒絕接納反對聲音，表明不可能推翻制度。

## 各界立場
- 民主黨：於起初草擬政策時支持，此決定亦成為其後激進民主派不時批評民主黨其中的一個論點。[6]
- 公民黨：公民黨於2017年6月發表就《社福機構高層人員的薪酬及現金津貼透明度》的意見書，提及制度令社會福利機構出現肥上瘦下的情況，高層員工的薪酬連花紅過高，而前線員工則同工不同酬。[7]另外，公民黨亦於2018年5月發表《優化整筆撥款津貼制度檢討》意見書，批評制度造成社會服務商品化，以指標來認證服務質素亦極不合乎人道主義的倫理及偏離助人自助的目標，促請政府檢討。[8]
- 社會民主連線：立法會議員陳偉業於2008年11月30日語太陽報撰文批評落實一筆過撥款後，社福界普遍存在同工不同酬、剋扣前線員工工資、削減員工福利及肥上瘦下等不公平現象，令社福界前線員工深感憤怒。陳又提及，當時他仍為民主黨成員，當時民主黨「大腦」的羅致光極力推薦，而民主黨其後全力支持一筆過撥款，需要為問題負上責任。[9]
- 新民主同盟：新民主同盟立法會議員范國威反對一筆過撥款，並於2018年5月曾經支持另一民主派立法會議員邵家臻【跟整筆過撥款算賬集會】。[10]
- 教協：立法會議員葉建源於2015年6月，曾經支持社福界議員張國柱議員提出取消在社會福利界推行的整筆撥款津助制度及競爭性服務投標制度的議案。[11]

- 非牟利機構人員協會：於2021年5月20日至7月8日開展「整筆撥款津貼制度」的調查 （页面存档备份，存于）
- 本是社工的沙田區議會議員麥潤培諷刺整筆過撥款（Lump Sum Grant）淪為「陰濕Grant」，「陰乾服務基層，搞到佢哋眼濕濕」。[5]

## 資料來源
1. ↑  畢秋水. .   [2020-07-29]. （原始内容存档于2019-06-07）. （页面存档备份，存于）
2. ↑  社會福利署. .   [2020-07-29]. （原始内容存档于2020-07-29）. （页面存档备份，存于）
3. ↑  賴宝盈. . 文化研究@嶺南. 2017, (61)  [2020-07-29]. （原始内容存档于2020-07-08）. （页面存档备份，存于）
4. ↑  .   [2020-07-29]. （原始内容存档于2021-06-21）. （页面存档备份，存于）
5. 1 2  .   [2020-07-29]. （原始内容存档于2021-06-21）. （页面存档备份，存于）
6. ↑  .   [2020-07-29].
7. ↑  公民黨.  (PDF).   [2020-07-29]. （原始内容存档 (PDF)于2019-05-24）. （页面存档备份，存于）
8. ↑  公民黨.  (PDF).   [2020-07-29]. （原始内容存档 (PDF)于2019-05-23）. （页面存档备份，存于）
9. ↑  陳偉業. .   [2020-07-29].
10. ↑  邵家臻. .   [2020-07-29]. （原始内容存档于2020-12-10）. （页面存档备份，存于）
11. ↑  葉建源. .   [2020-07-29]. （原始内容存档于2020-07-29）. （页面存档备份，存于）